# Поппа де Байё
Поппа де Байё (фр. Poppa de Bayeux) — жена или конкубина Роллона, от которой произошла Нормандская династия.

## Происхождение
Источники не дают точную информацию о происхождении Поппы. Существуют три разные версии. Так, поэма, написанная вскоре после смерти герцога Вильгельма, сына Роллона, сообщает, что он был рождён вне Нормандии от отца-язычника и матери-христианки. На основании этих данных некоторые историки считают, что мать Вильгельма не была женой Роллона и происходила с Гебридских островов или из Англии. 
Тексты XI века, «Руанская хроника» и «Руанские анналы», называют Поппу дочерью Гвидо, графа Санлиса, и сестрой графа Бернара. Роллон женился на ней в 912 году, после смерти Гизелы. Дудо Сен-Кантенский, первый нормандский хронист (первая половина XI века), писал, что Роллон был женат на Поппе, дочери графа Бернара из Байё, но при этом в попытке отчасти примирить свою версию с другой, называл Бернара Санлисского братом Поппы. Однако это невозможно. Дудо опирался в своей хронике в том числе на устные рассказы Рауля д’Иври, члена нормандского герцогского дома; с другой стороны, его хроника полна ошибок, а рассказы о событиях, происходивших до 911 года, являются во многом плодом фантазии. Тем не менее, именно его версия происхождения Поппы перешла в тексты Гийома Жюмьежского, Ордерика Виталия и Васа.

## Потомки
Детьми Поппы и Роллона были Вильгельм Длинный Меч (умер в 942 году), герцог Нормандии, и Герлок (Адела) (умерла до 962 года), жена Гильома III Аквитанского. Возможно, дочерью Поппы была и Кадлин, жена шотландского короля по имени Бьолан.

## В художественной литературе
Поппа — главная героиня цикла романов Симоны Вилар «Нормандская легенда». Здесь её имя ради благозвучия заменено на «Эмма».